# Thiên Nhãn

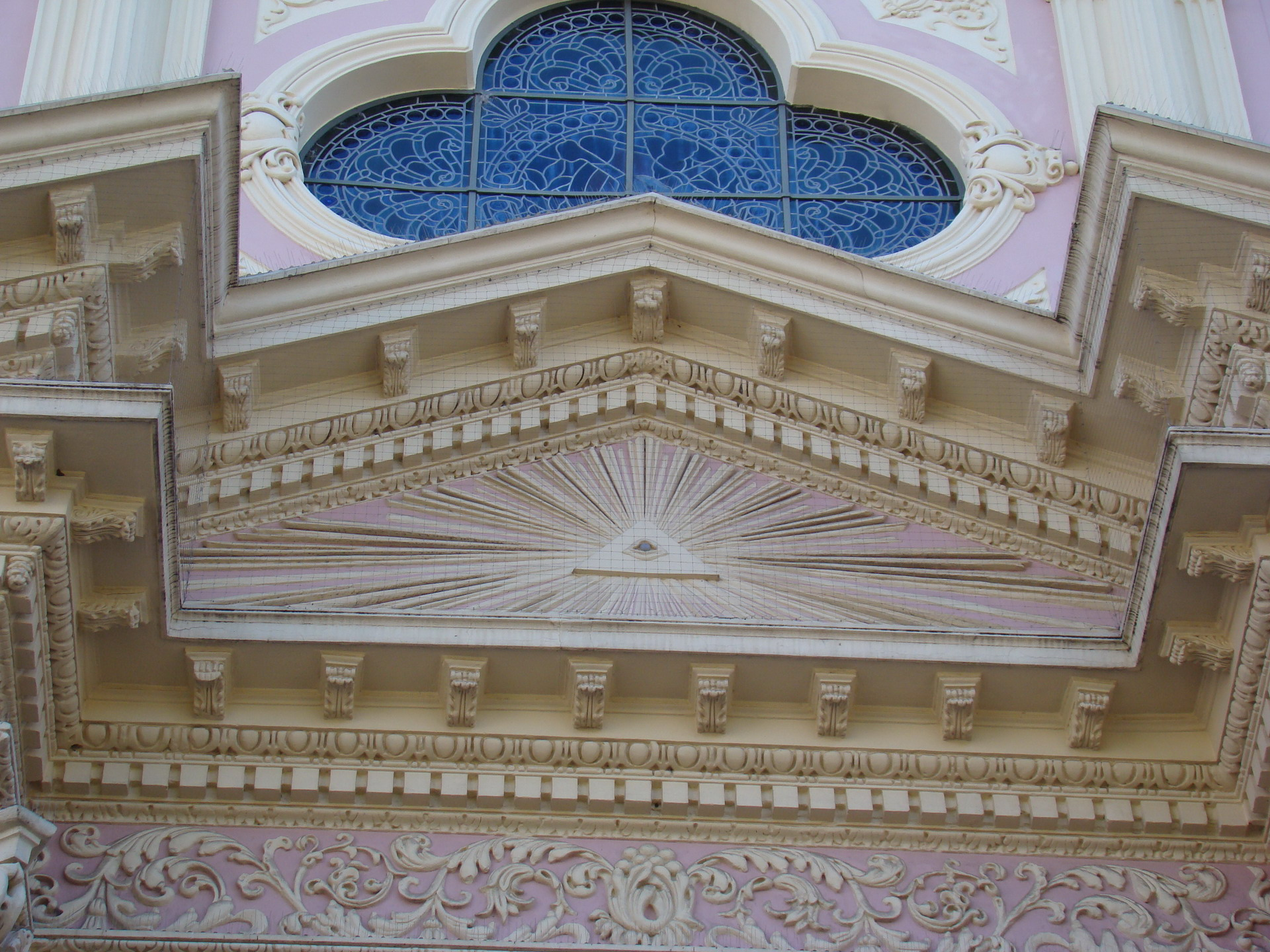
Thiên Nhãn

Thiên Nhãn có nghĩa là "mắt của ông Trời". Thông thường biểu tượng này tượng trưng cho Thượng đế (Ông Trời) toàn năng, thấu rõ tất cả những hành vi của con người. Biểu tượng này tìm thấy ở cả các nền văn minh phương Tây lẫn phương Đông.

## Trên thế giới

### Ai Cập
Trong thần thoại Ai Cập, Thiên Nhãn được gọi là Mắt của thần Horus, Mắt của Mặt Trăng hay Mắt của thần Ra. Horus là thiên thần của Ai Cập cổ đại hóa thân là chim ưng. Mắt phải chim ưng là Mắt của thần Horus, cũng được xem là tượng trưng cho Mặt Trời. Mắt trái tượng trưng cho Mặt Trăng và thần Tehuti. Người cổ đại tin rằng biểu tượng bất diệt này sẽ hỗ trợ việc tái kiếp, vì thế người ta đã tìm thấy biểu tượng này dưới lớp vải liệm thứ 12 của xác ướp vua Tutankhamun.

### Đức
Biểu tượng Thiên Nhãn cũng được tìm thấy ở nhà thờ Aachen, miền Tây nước Đức. Nhà thờ này đã được UNESCO xem như một di sản thế giới. Đây là một nhà thờ thuộc Giáo hội Công giáo Rôma cổ xưa nhất ở Bắc Âu. Từ năm 936 đến năm 1531, nhà thờ là nơi làm lễ đăng quang cho 30 vị vua và 12 hoàng hậu nước Đức. Đây cũng là nơi còn giữ những di vật thiêng liêng của Mẹ Đồng trinh Maria, Chúa Giê-su và Thánh John the Baptist.

### Mỹ

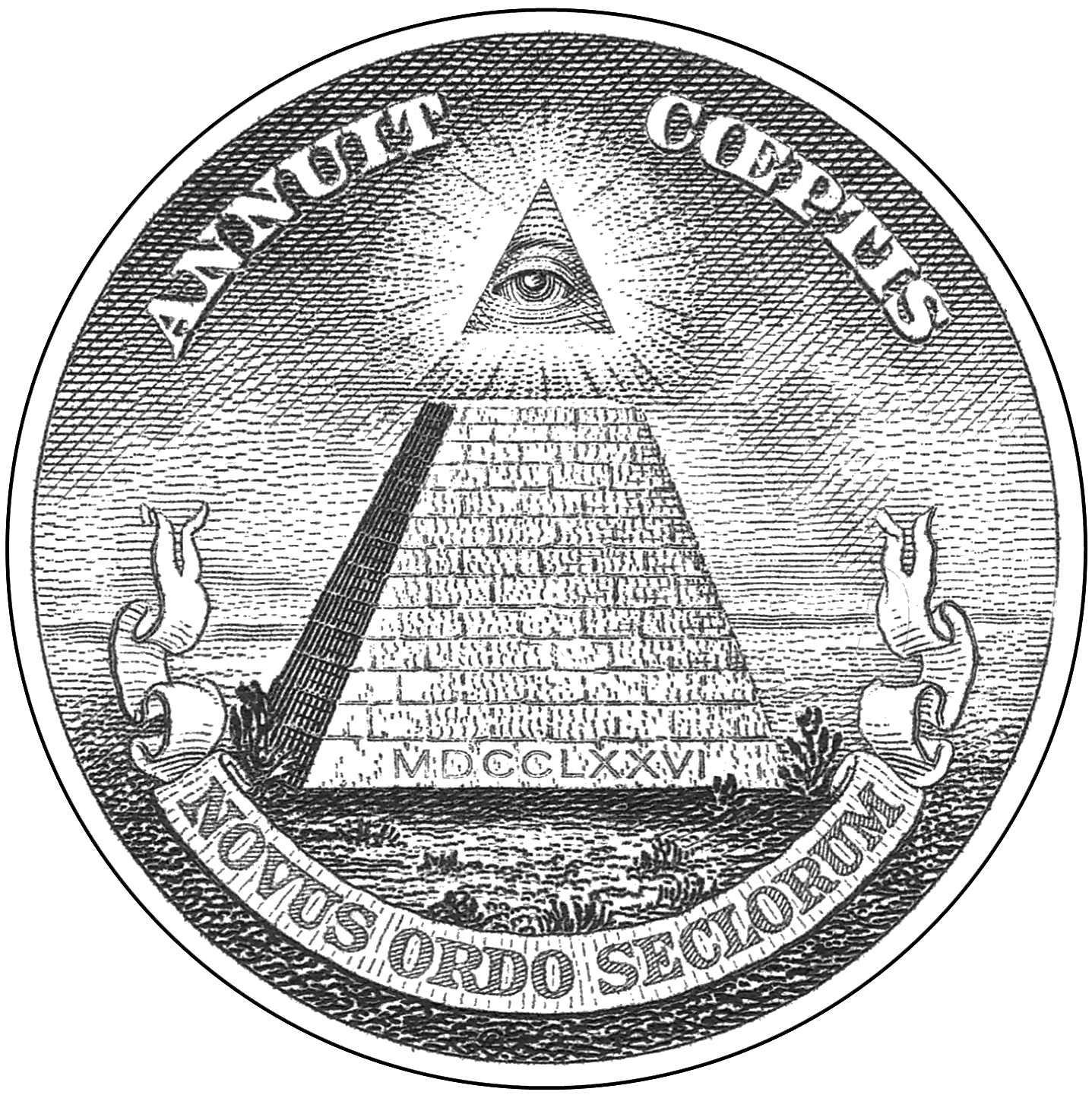
Thiên nhãn trên tờ giấy bạc 1 đô la của Mỹ

Năm 1782, Thiên Nhãn được chọn là một phần trong biểu tượng khắc trên Quốc ấn (con dấu quốc gia) của Hoa Kỳ. Người ta cho rằng Thiên Nhãn là đề nghị của Pierre Eugene du Simitiere, nhà tư vấn nghệ thuật cho ban thiết kế Quốc ấn. Trên Quốc ấn, Thiên Nhãn được vẽ phía trên một kim tự tháp có 13 bậc, tượng trưng cho 13 tiểu bang đầu tiên của Mỹ. Toàn bộ biểu tượng ngụ ý Thiên Nhãn hay Thượng đế ban ân huệ cho một nước Mỹ thịnh vượng.
Ngoài ra Thiên Nhãn còn được nhìn thấy khắc trên con dấu của tiểu bang Colorado. Đặc biệt là trên mặt sau của tờ giấy bạc 1 đô la của Mỹ cũng có biểu tượng này. Chính việc này làm cho nhiều người biết Thiên Nhãn, bởi vì đồng đô la của Mỹ rất phổ biến trên thế giới.

### Trong thời gian gần đây
Trong khoảng thời gian gần đây, người ta cũng đã sử dụng Thiên Nhãn trong nhiều lãnh vực, ví dụ như văn học, khoa học, thiên văn học, điện ảnh, tài chính...

## Biểu tượng trong Đạo Cao Đài

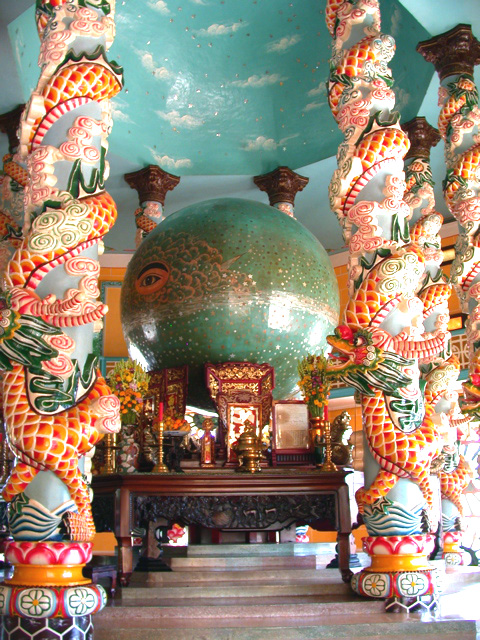
Thiên nhãn Cao Đài

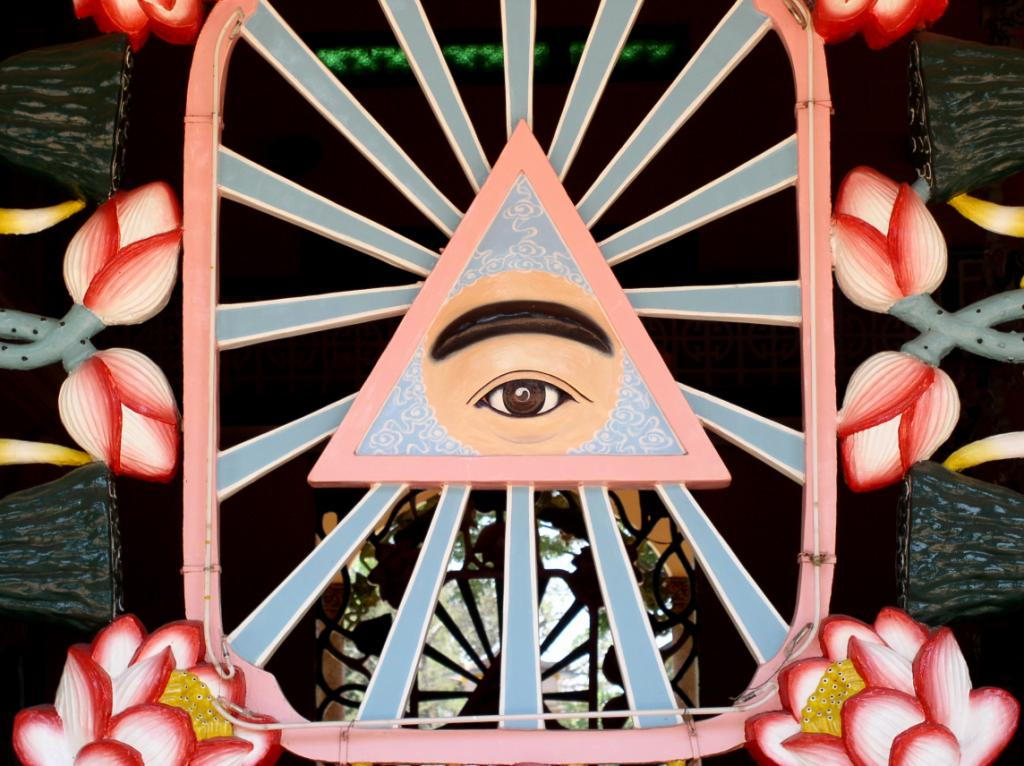

Đạo Cao Đài cũng dùng Thiên Nhãn làm biểu tượng chính, thay cho hình ảnh Thượng đế tại trần gian. Tuy nhiên trong đạo Cao Đài, Thiên Nhãn có nhiều ý nghĩa đặc trưng của nền tôn giáo này.

### Nguyên thủy
Đệ tử Cao Đài đầu tiên nhìn thấy Thiên Nhãn là ông Ngô Minh Chiêu. Khi Thượng đế giáng dạy ông phải ăn chay, thì ông xin được nhìn thấy một hiện tượng huyền diệu nào đó để có lòng tin trước khi vâng lời dạy. Ông đã được nhìn thấy Thiên Nhãn hiện lên rực rỡ ở chân trời ba lần. Từ đó ông vẽ hình Thiên Nhãn và âm thầm thờ trong nhà mình.
Trong khi đó các ông Phạm Công Tắc, Cao Quỳnh Cư và Cao Hoài Sang cũng tổ chức xây bàn để Thông Công với cõi thiêng liêng. Các ông này cũng được Thượng đế nhận làm đệ tử. Sau đó, các ông muốn lập bàn thờ Thượng đế nhưng không biết dùng biểu tượng nào nên cầu cơ xin ý kiến. Thượng đế giáng, dạy các ông hãy đến nhà ông Ngô Văn Chiêu để xem cách thờ phượng. Trước khi đi, hai ông Phạm Công Tắc và Cao Quỳnh Cư bàn với nhau thử đoán trước biểu tượng là gì, bằng cách tự mình vẽ ra mà không cho người kia biết. Khi đem ra so sánh thì, không hẹn mà nên, cả hai ông đều vẽ hình Thiên Nhãn. Do đó khi đến nhà ông Ngô Văn Chiêu, hai ông càng sửng sốt vì biểu tượng ở nhà ông Chiêu cũng là Thiên Nhãn.
Tuy nhiên, lúc bấy giờ các ông cứ vẽ Thiên Nhãn để thờ chứ không hiểu lý do tại sao. Đến ngày 24 tháng 2 năm 1926, Thượng đế giáng cơ giải thích như sau:
Nhãn thị chủ tâm,
Lưỡng quang chủ tể,
Quang thị thần,
Thần thị thiên,
Thiên giả ngã giả.
Tạm dịch tiếng Việt: Mắt là chủ tâm thức và ý thức, hai ánh sáng có quyền tối cao, ánh sáng là thần, thần là Trời, Trời là Ta.

### Biểu tượng của trí huệ
Theo đạo Cao Đài, Thiên Nhãn không thể hiểu đơn giản theo nghĩa đen là Mắt Trời, bởi vì Thượng đế không có hình thể vật chất.
Theo nguyên lý Thể Pháp và Bí Pháp của đạo Cao Đài, có thể suy ra hai cách để hiểu biểu tượng Thiên Nhãn. Thứ nhất là hiểu bằng kiến thức. Hiểu bằng kiến thức nghĩa là nhìn sự vật (hình ảnh hoặc văn tự) rồi so sánh với kho dữ liệu của bộ não để phân tích, chọn lọc hoặc phê phán. Hay nói nôm na là nhìn bằng hai mắt. Nghĩa là khi nhìn sự vật, luôn luôn dựa vào tối thiểu là hai yếu tố đúng hoặc sai; có hoặc không. Đây là cách hiểu thông thường của con người từ thời nguyên thủy. Cách hiểu này giúp phát triển văn minh vật chất rất nhanh chóng và đã đem lại cho nhân loại nền văn minh vật chất cao cấp như ngày nay.
Tuy nhiên, hiểu sự vật thông qua kho chứa các kinh nghiệm lâu đời không giải quyết được các vấn đề tâm thức. Ngoài ra, cách này lại tùy thuộc vào trình độ văn hóa hoặc số lượng kinh nghiệm thu thập được của bản thân mỗi người. Những bộ óc siêu việt uyên bác sẽ hiểu biết khác với những người bình thường. Hậu quả dẫn đến sự phân hóa trong nhân loại. Chính vì thế, loài người dù tiến bộ rất tốt trong lãnh vực vật chất, văn minh tinh thần vẫn chưa tiến bộ bao nhiêu. Sự tàn ác, nhẫn tâm, tranh giành, thù hận vẫn có mức độ như mấy ngàn năm trước, thậm chí tinh vi khó nhận ra hơn. Cho đến ngày nay, con người vẫn chưa tạo được một thế giới thanh bình, thịnh vượng và đầy tình thương yêu.
Cách thứ hai là hiểu Thiên Nhãn bằng trí huệ. Hiểu bằng trí huệ là một hành vi cực kỳ khó khăn, bởi vì hành vi này không cần sự hiện diện của kiến thức bất kể loại nào. Trí huệ đưa tâm trí trực tiếp vào giữa sự vật không thông qua quá trình phân tích, chọn lọc và phê phán. Nói một cách hình tượng là nhìn bằng một mắt. Nghĩa là khi quan sát thì người quan sát cùng vật bị quan sát là một. Vì thế khi nhìn bằng trí huệ, con người mới hiểu được biểu tượng Thiên Nhãn toàn diện. Đây là cánh cổng mở vào một thế giới khác, một thế giới thanh bình thực sự mà các tín đồ Cao Đài gọi là Thiên đàng hay Cực lạc Thế giới.
Tóm lại, Thiên Nhãn là biểu tượng của trí huệ. Tín đồ Cao Đài tin rằng khi vào Tịnh thất sẽ được tập luyện theo một phương pháp đặc biệt để đạt được trí huệ.

### Biểu tượng của đại đồng
Tín đồ Cao Đài còn xem Thiên Nhãn là biểu tượng của đại đồng. Họ cho rằng biểu tượng Thiên Nhãn ngụ ý "một", nghĩa là thống nhất. Nhưng không phải dùng mọi cách áp đặt quan điểm thống nhất lên người khác, bởi như thế là thống trị. Nếu trong tất cả các mối quan hệ, ai cũng có quan niệm: "Mọi tôn giáo là một, mọi dân tộc là một, mọi hệ tư tưởng là một" thì sẽ tránh được ngộ nhận, hiềm khích. Và thế giới sẽ trở thành một nơi tốt đẹp hơn nhiều.